# Meet Me in the Morning
Meet Me in the Morning – piosenka skomponowana przez Boba Dylana, nagrana przez niego we wrześniu 1974 r., wydana na albumie Blood on the Tracks w styczniu 1975 r.

## Historia i charakter utworu
Utwór ten został nagrany na pierwszej sesji, czyli 16 września 1974 r. w Columbia A&R Studios w Nowym Jorku. Najważniejszą jej częścią był okres pomiędzy godz. 18 a północą, gdy Dylanowi akompaniowała grupa Eric Weissberg’s Deliverance. Podczas całej sesji nagrano sześć utworów, z czego dwa („Tangled Up in Blue” i „If You See Her, Say Hello”) nagrano jako gotowe do umieszczenia na albumie, natomiast „Meet Me in the Morning” trafił na sesje poprawkowe (overdubs), które odbyły się w dniach pomiędzy 23 a 25 września.
Piosenka ta jest rozwinięciem wcześniejszego tematu zatytułowanego „Call Letter Blues”, nagranego także na pierwszej sesji w dwóch wersjach, z których druga została wydana na The Bootleg Series Volumes 1–3 (Rare & Unreleased) 1961–1991.
Jest to klasyczny dylanowski blues, 12-taktowy w tonacji D-dur. Jeśli chodzi o partię wokalną, jest to jedno z najlepszych wykonań bluesa przez Dylana. Jako blues utwór jest zwodniczo prosty, jednak – jak większość utworów Dylana – metafory wynikłe z jego poetyckiej wrażliwości, mogą poprowadzić interpretacje utworu w wielu kierunkach.
Po raz pierwszy i jedyny Dylan wykonał tę piosenkę na koncercie w Ryman Auditorium w Nashville, Tennessee, 19 września 2007 r. Towarzyszył mu na gitarze i wtórował wokalnie Jack White.

## Muzycy
Sesja 1
- Bob Dylan – gitara, harmonijka, śpiew
- Charles Brown III – gitara
- Barry Kornfeld – gitara
- Eric Weissberg – gitara
- Thomas McFaul – instrumenty klawiszowe
- Tony Brown – gitara basowa
- Richard Crooks – perkusja

Sesja 5 (poprawkowa)
- Ken Odegard – gitara
- Chris Weber – gitara
- Bill Peterson – gitara basowa
- Greg Imhofer – organy
- Bill Berg – perkusja
- Buddy Cage – gitara hawajska

## Dyskografia
Albumy
- Blood on the Tracks – próbne tłoczenie, listopad 1974.
- Blood on the Tracks (1975)
- Blues – 19 grudnia 2006

## Wykonania piosenki przez innych artystów
- Freddie King – Larger Than Life (1975), Live at the Texas Opry House (1992), Boogie on Down (1998), Live in Concert (1999), Your Move (2000)
- Merl Saunders – You Can Leave Your Hat On (1976), Struggling Man (2000)
- Living Earth – Living Earth (1978)
- Jason Becker – Perspective (1996)
- Thomas Ealey – Raw (1998)
- John Shain – Brand New Lifetime (1999)
- Rolling Thunder – The Never Ending Rehearsal (2000)
- Mary Lee’s Corvette – Blood on the Tracks (2002)
- Steve Elliot na albumie różnych wykonawców May Your Song Always Be Sung: The Songs of Bob Dylan, Volume 3 (2003)
- Sarah Jarosz – koncert na Winnipeg Folk Festival (2011)
- Carolyn Wonderland – Live in Austin Texas (2011)
- Leftover Salmon – koncert w Vic Theater, Chicago (2012)
- Dudley Taft – Deep Deep Blue (2013)